# فرهنگ پیاله ناقوسی
فرهنگ پیاله ناقوسی (Glockenbecher) یا فرهنگ بیکر (به انگلیسی: Bell Beaker culture) یک فرهنگ باستان‌شناختی در اوایل اروپای عصر برنز بود که از حدود ۲۸۰۰ پ.م. در اروپای قاره‌ای ظهور یافت و در حدود ۲۳۰۰ پ.م. فرهنگ اونیتیتسه جایگزین آن شد. این فرهنگ در جزایر بریتانیا تا حدود ۱۸۰۰ پ.م. ادامه یافت.
نام پیاله ناقوسی از واژهٔ آلمانی Glockenbecher گرفته شده‌است که به شیوهٔ جام‌های مشخص این فرهنگ اشاره دارد و اولین بار توسط پل راینکه در سال ۱۹۰۰ استفاده شده‌است.